# 女池菜
女池菜（めいけな）は、アブラナ科アブラナ属の野菜のうち、新潟市の鳥屋野地区で収穫されたものだけが名乗ることができる地域ブランド。明治時代から栽培が始まったとう菜の一種で、新潟市の「食と花の銘産品」（園芸銘産品）の指定を受けている作物である。鳥屋野地区の特産品であり、冬場の味覚として親しまれている。

## 概要
甘みとほろ苦さ（少しの苦味）が味の特徴である。
寒くなると体内で糖分をつくり、凍結から身を守ろうとするため、ほんのりしした甘みが出る。そのため、一度、雪の下に寝かせて、その後収穫する。大寒の前後に出荷が本格化し、2月から3月にかけて最盛期を迎える。
食べ方はいろいろで、漬物、おひたし、辛子和え、炒め物などに用いられる。

## 歴史
幕末の女池村の名主であり新潟農事試験場の教官だった新田半人によって生み出されたとされ、小松菜とタイサイを交配して生まれたといわれている。
2003年に新潟市の「市園芸銘産品」の指定を受けた。